# 港外線碼頭

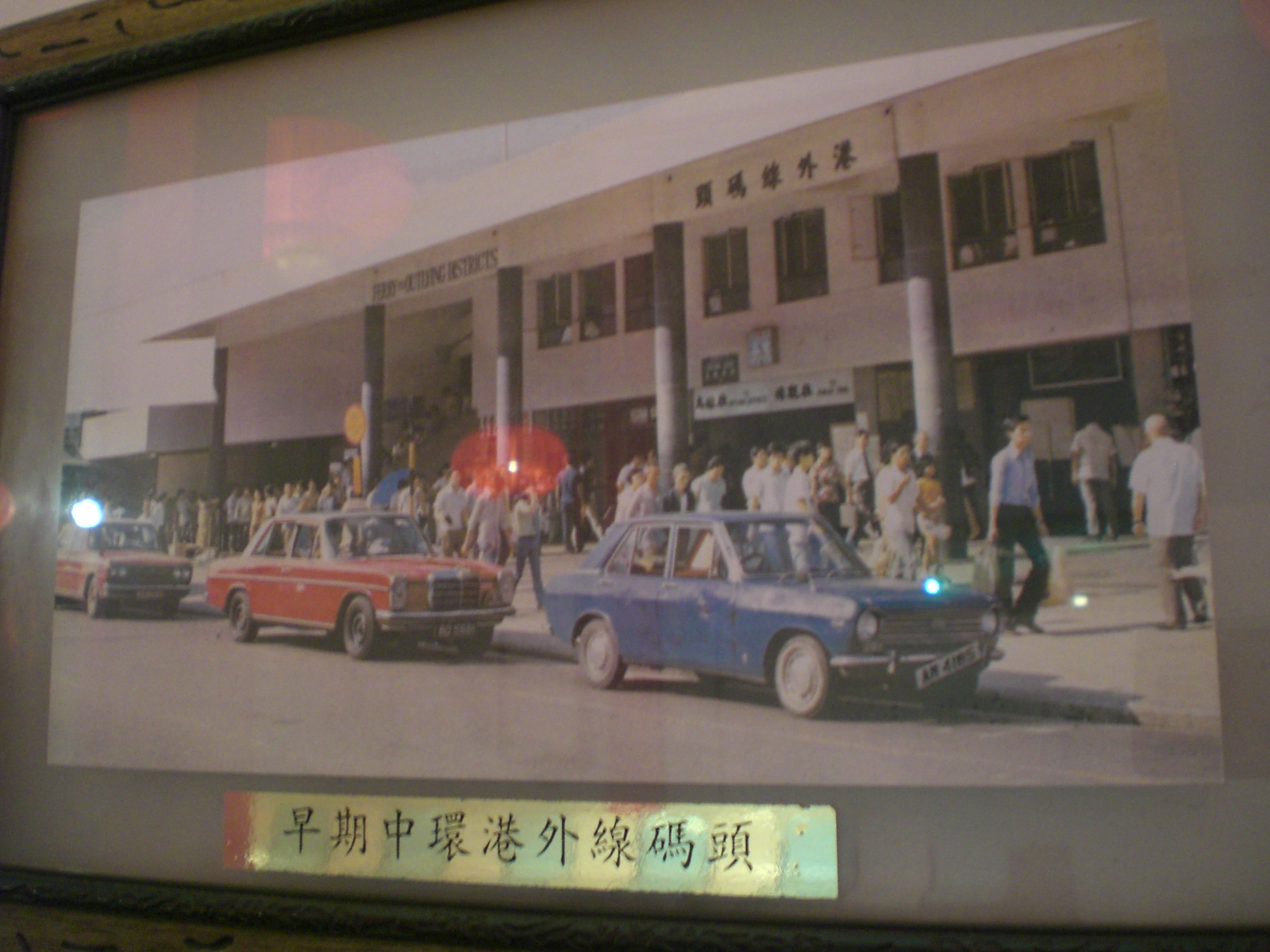
早期港外線碼頭照片

港外線碼頭（英語：Outlying Islands Ferry Pier）指香港一個提供來住中環至維多利亞港以外地點、離島的渡輪碼頭。這只是約定俗成的叫法。現時提供該服務的碼頭為中環2號至6號碼頭。

## 歷史
港外線碼頭的服務原本由統一碼頭及卜公碼頭負責。1995年，兩個碼頭的原址進行中區填海計劃第1期，渡輪服務則移往中環渡輪碼頭。
22°17′13″N 114°09′40″E / 22.2868677°N 114.1609941°E